# Sesostris III
Jakaura Senusert, Senusert III, o Sesostris III, es el quinto faraón de la dinastía XII del Imperio Medio de Egipto. Reinó de c. 1874-1829 a. C.
Es denominado Jakaura en la Lista Real de Abidos y Jakara en la Lista Real de Saqqara. Según el Canon Real de Turín, habría reinado durante 30 años. El Sesostris citado en los epítomes de Manetón habría gobernado unos 48 años, según Sexto Julio Africano y Eusebio de Cesarea, en la versión de Jorge Sincelo.

## Biografía

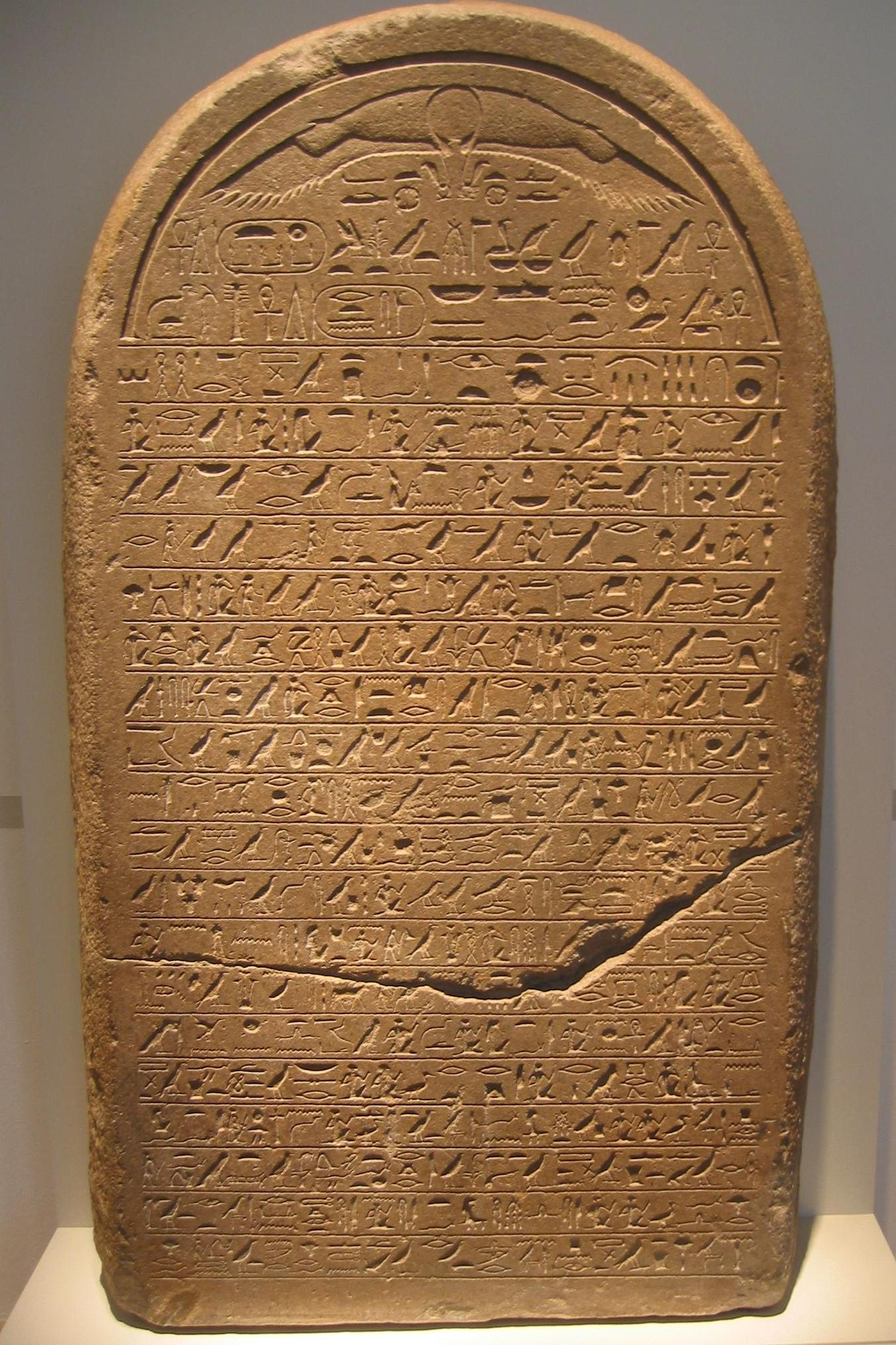
Estela de Senusert III, en Semna. Altes Museum de Berlín.

Fue hijo de Senusert II (Sesostris II) y Ueret. Es el monarca más destacado del Imperio Medio. 
Durante su reinado, se realizó una profunda reorganización administrativa, desapareciendo el sistema descentralizado que habían impuesto los potentados locales, recobrando el poder completo para el faraón. Reorganizó los gremios de su reino, llamados uaret. 

"...se trata de un esfuerzo del rey por crear una burocracia eficaz y culta, reclutada entre hombres de clase media que han pasado por las escuelas de escribas."
Presedo Velo

Conquistó y dominó Kush (Nubia), a la que convirtió en provincia hacia el final de su reinado, sofocó sublevaciones en varias regiones y fortaleció los Muros del rey, fortificaciones en los límites del reino que proporcionaban una sólida defensa. También combatió contra el pueblo de Siquem.

"Yo establecí mi frontera remontando el río más arriba que mi padre. Soy un rey que no solo habla, sino que actúa; Me llevé como botín de guerra a las mujeres nubias. Bebí sus aguas. Maté sus toros. Arranqué y quemé sus cereales..."
Estela fronteriza en Semna.

Hay importantes transformaciones en las costumbres de entierro, con la aparición de esculturas en madera y una exagerada costumbre de extensos rituales y otros textos funerarios escritos en los ataúdes, denominados Textos de los Sarcófagos. No se diseñan ya grandes capillas y tumbas hipogeos para los altos funcionarios de los nomos.

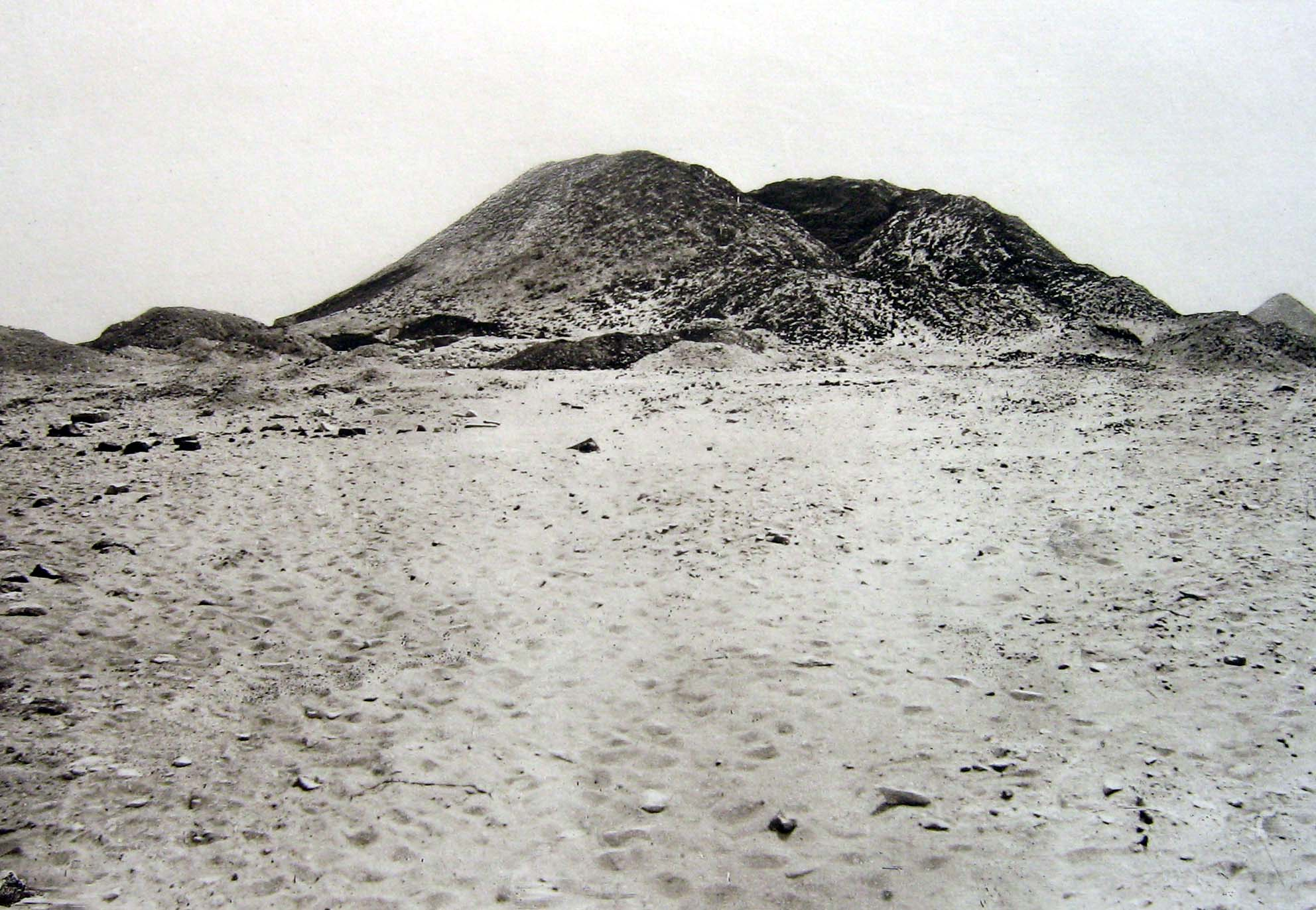
Restos de la pirámide de Senusert en Dahshur.

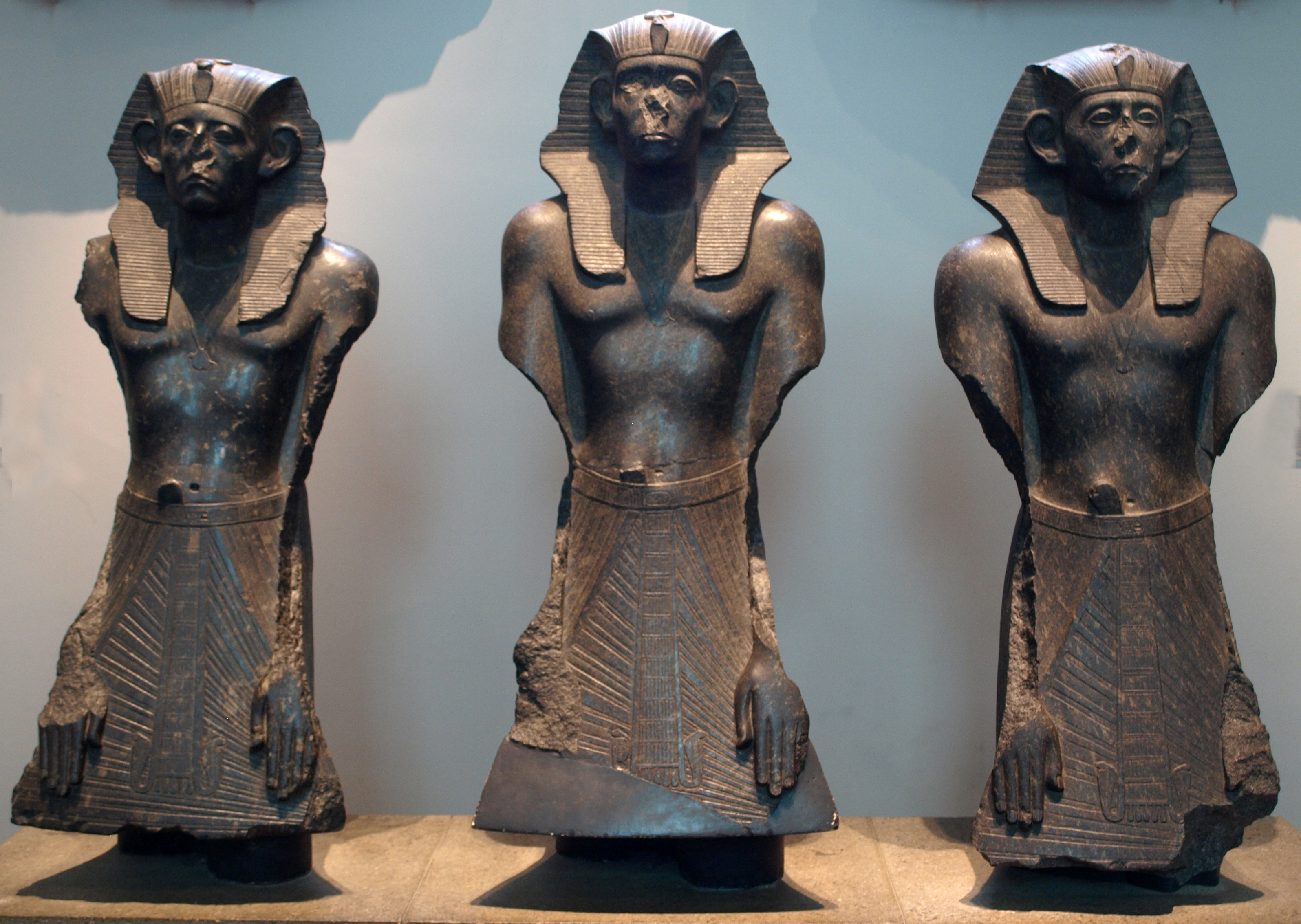
Restos de estatuas de Senusert III procedentes de Deir el-Bahari. British Museum.

## Testimonios de su época

### Construcciones
Sesostris III ordenó erigir una pirámide en Dahshur, construida con adobes y revestimiento de bloques de piedra tallada, con 78 m de base, 105 m de altura, con siete pirámides subsidiarias y un templo. Inicio grandes obras de canalización que fueron completadas por su sucesor, entre otras muchas mejoras que intentó promover para mejorar Egipto.

### Restos de edificios
- Bloques pétreos encontrados cerca de Qantir (Habachi 1952: 46-56, pl. II-IV)

### Estatuas
Senusert fue representado en múltiples estatuas, cuyos restos se custodian en diversos museos: Museo de El Cairo, British Museum, Louvre, Múnich, etc.
- Esfinge de Sesostris III (Museo Metropolitano de Arte)

### Inscripciones
A Senusert se le cita en:
- Inscripciones en una tumba, un templo y en la ciudad de Abidos (Wegner 2000, 2001)
- El edificio del templo en Medamud (Bisson de la Roque/Clère1928: 107-115)
- Estela mencionando una acción militar contra Canaán y Nubia (Baines 1987)
- Inscripciones en roca, cerca de Sehel, narrando la excavación de un canal (de Morgan 1894: 86.20, 87.39)
- Sello cilíndrico en la tumba 602 de Harageh (Museo Petrie)

## Titulatura
| Titulatura | Jeroglífico | Transliteración (transcripción) - traducción - (referencias) |

| G5 |

| G5 |

| R8 | L1 | w |

| R8 | L1 | w |

| R8 | L1 | w |

| R8 | L1 | w |

| G5 |

| G5 |

| R8 | L1 | w |

| R8 | L1 | w |

| R8 | L1 | w |

| R8 | L1 | w |

| G16 |

| G16 |

| R8 | F31 | t | w |

| R8 | F31 | t | w |

| G16 |

| G16 |

| R8 | F31 | t | w |

| R8 | F31 | t | w |

| G8 |

| G8 |

| L1 |

| L1 |

| G8 |

| G8 |

| L1 |

| L1 |

| N5 | N28 | D28 | D28 | D28 |

| N5 | N28 | D28 | D28 | D28 |

| N5 | N28 | D28 | D28 | D28 |

| N5 | N28 | D28 | D28 | D28 |

| N5 | N28 | D28 | D28 | D28 |

| N5 | N28 | D28 | D28 | D28 |

| N5 | N28 | D28 | D28 | D28 |

| N5 | N28 | D28 | D28 | D28 |

| N5 | N28 | D28 | D28 | D28 |

| N5 | N28 | D28 | D28 | D28 |

| N5 | N28 | D28 | D28 | D28 |

| N5 | N28 | D28 | D28 | D28 |

| N5 | N28 | D28 | D28 | D28 |

| N5 | N28 | D28 | D28 | D28 |

| N5 | N28 | D28 | D28 | D28 |

| N5 | N28 | D28 | D28 | D28 |

| N5 | N28 | D28 |

| N5 | N28 | D28 |

| N5 | N28 | D28 |

| N5 | N28 | D28 |

| N5 | N28 | D28 |

| N5 | N28 | D28 |

| N5 | N28 | D28 |

| N5 | N28 | D28 |

| N5 | N28 | D28 |

| N5 | N28 | D28 |

| N5 | N28 | D28 |

| N5 | N28 | D28 |

| N5 | N28 | D28 |

| N5 | N28 | D28 |

| N5 | N28 | D28 |

| N5 | N28 | D28 |

| F12 | S29 | D21 · X1 | O34 · N35 |

| F12 | S29 | D21 · X1 | O34 · N35 |

| F12 | S29 | D21 · X1 | O34 · N35 |

| F12 | S29 | D21 · X1 | O34 · N35 |

| F12 | S29 | D21 · X1 | O34 · N35 |

| F12 | S29 | D21 · X1 | O34 · N35 |

| F12 | S29 | D21 · X1 | O34 · N35 |

| F12 | S29 | D21 · X1 | O34 · N35 |

| F12 | S29 | D21 · X1 | O34 · N35 |

| F12 | S29 | D21 · X1 | O34 · N35 |

| F12 | S29 | D21 · X1 | O34 · N35 |

| F12 | S29 | D21 · X1 | O34 · N35 |

| F12 | S29 | D21 · X1 | O34 · N35 |

| F12 | S29 | D21 · X1 | O34 · N35 |

| F12 | S29 | D21 · X1 | O34 · N35 |

| F12 | S29 | D21 · X1 | O34 · N35 |